# (1545) Thernöe
(1545) Thernöe es un asteroide perteneciente al cinturón de asteroides descubierto por Liisi Oterma el 15 de octubre de 1941 desde el observatorio de Iso-Heikkilä, Finlandia.

## Designación y nombre
Thernöe se designó al principio como 1941 UW.
Más tarde fue nombrado en honor del astrónomo danés Karl August Thernöe.

## Características orbitales
Thernöe orbita a una distancia media del Sol de 2,771 ua, pudiendo alejarse hasta 3,429 ua. Tiene una excentricidad de 0,2377 y una inclinación orbital de 2,954°. Emplea en completar una órbita alrededor del Sol 1685 días.